# Casa Bonaventura Rovira
La casa Bonaventura Rovira era un edifici situat al carrer d'Álvarez de Castro, 2, del que només es conserva part de la façana.

## Història
El 1847, Jordi Miralles i Gil va adquirir a l'Estat el solar 3 de la parcel·lació del desamortitzat convent de Santa Caterina per 683.500 rals (34.175 duros), i el 1854 el va establir en emfiteusi al comerciant Bonaventura Rovira de Villar i Parera, amb l'obligació d'invertir-hi 4.000 duros en el termini de dos anys. Tot seguit, aquest va encarregar a l'arquitecte Josep Fontserè i Domènech el projecte d'un nou edifici, gairebé idèntic al veí del núm. 4, propietat del paleta Antoni Coll i obra del mateix autor. Segons la carta de pagament de les obres, hi intervingueren el paleta Josep Coll (germà d'Antoni), el fuster Francesc Rossell, el serraller Francesc Salvat, el pintor Joan Parés i el vidrier Josep Sala, que cobraren un total de 301.230 rals.
El 1857, Bonaventura Rovira (que acabaria en concurs de creditors) va haver de vendre la propietat per 23.250 duros a Josepa Dalmau, vídua del comerciant Joan Francolí, i al seu fill Joan Francolí i Dalmau, a qui devia diners. Aquest darrer va morir el 1878, i la propietat va passar a mans de la seva germana Francesca (1819-1903), vídua de Brugués. La seva filla Dolors Brugués i Francolí (†1917) estava casada amb el metge Laureà Julià i Vilasendra (†1912), que vivia al mateix edifici, i l'hereu fou el també metge Lluís Julià i Brugués, de qui va passar a les seves filles Mercè i Lluïsa Julià Villa.

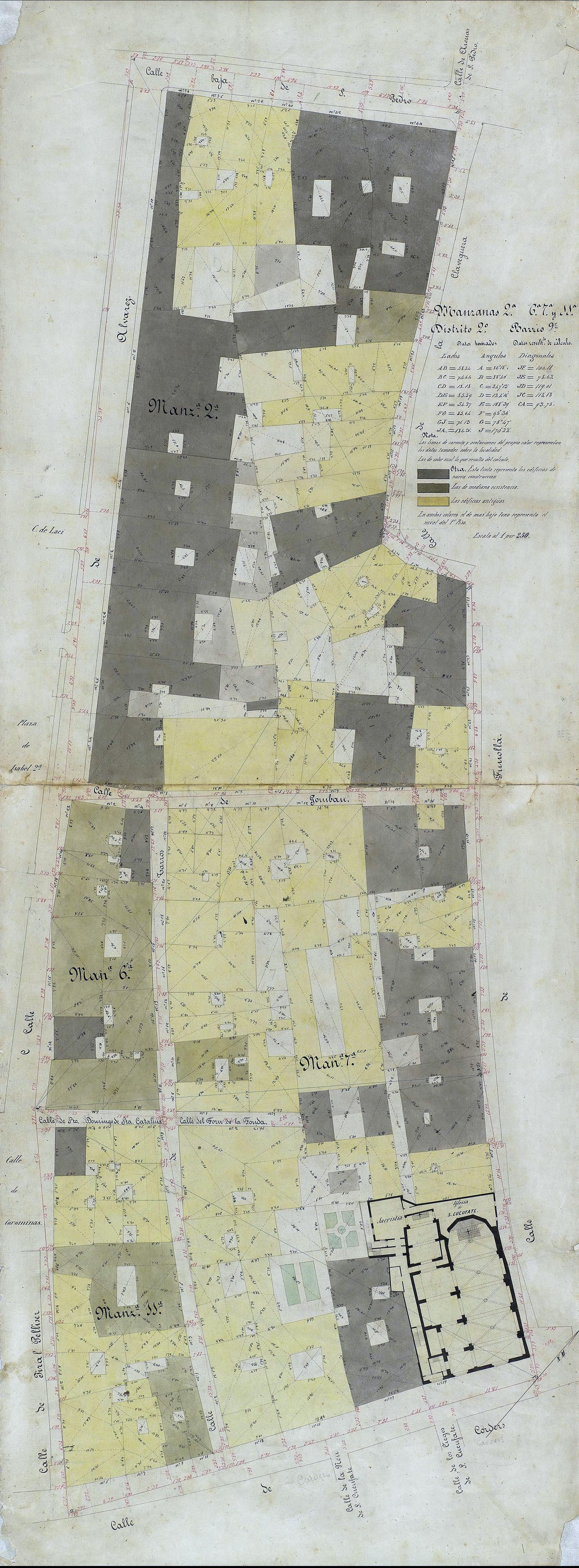
Quarteró núm. 30 de Garriga i Roca (c. 1860)

El 1985 es va aprovar el PERI del Sector Oriental del centre històric de Barcelona (Sant Pere, Santa Caterina i la Ribera), i el 1995, l'Estudi de Detall de l'àrea central (obertura de l'avinguda Cambó), per la qual cosa l'empresa mixta Promoció de Ciutat Vella SA (PROCIVESA) en va iniciar els tràmits d'expropiació.
El 2000 es va aprovar el Pla Especial de Modificació de l'ordenació de la prolongació de l'avinguda de Francesc Cambó, obra de l'arquitecte Enric Miralles, que va incloure aquest edifici, juntament amb el del núm. 4, dintre de la zona de rehabilitació de la UA (unitat d'actuació) 1, conservant-ne només part de la façana.

## Descripció
De planta baixa, entresol, quatre pisos i terrat, cal destacar l'emmarcament de les obertures dels balcons, les baranes de dibuix amb brèndoles i reganyols de ferro forjat, i la cornisa amb motllura de taló i gola, sustentada per permòdols. Al l'interior, hi destacaven els paviments de mosaic hidràulic amb motius geomètrics, i al jardí, una font neoclàssica de secció semicircular, emmarcada per un arc de triomf i una imatge de la Mare de Déu Immaculada procedent de l'antic passatge de Can Vidal, recuperada pel Servei d'Arqueologia de Barcelona durant l'enderrocament i conservada al MUHBA.